# Max Delys
Max Delys, né le 11 juillet 1951 à Cannes et mort le 31 mai 1983 dans la même ville, est un acteur français ayant fait carrière en Italie.
On se souvient surtout de lui comme d'un interprète de roman-photos. Il travaille principalement pour la maison d'édition Lancio, avec laquelle il collabore pendant dix ans - de 1973 à 1983 - en interprétant trois cent cinquante histoires.

## Biographie
Delys, fils d'un médecin réputé, a été actif dans sa jeunesse en tant que nageur et vice-champion national du 100 mètres nage libre en 1976. À l'âge de dix-sept ans, il quitte sa famille en compagnie de sa petite amie Dominique Darel  et s'installe à Rome, où il commence peu après à travailler comme mannequin et acteur.
Sa première expérience cinématographique, non créditée, est dans La Religieuse de Monza, réalisé par Eriprando Visconti. Entre 1969 et 1977, il joue des jeunes casse-cou dans quelques films de genre italiens ; après ses premiers films, il étudie à New York à l'Actors Studio avant de revenir à Rome.
En 1978, à la suite de difficultés financières et probablement de problèmes de drogue, il avait déjà quitté Rome et était retourné à Cannes, où il est tombé malade peu après.
Selon l'acteur Roberto Farnesi, il est mort à un peu plus de 30 ans du sida.

## Filmographie
- 1969 : La Religieuse de Monza (La monaca di Monza) d'Eriprando Visconti
- 1969 : La Loi des gangsters (La legge dei gangsters) de Siro Marcellini : Renato
- 1972 : L'Amour de Paul Morrissey et Andy Warhol : Max
- 1974 : Pain et Chocolat (Pane e cioccolata) de Franco Brusati : Renzo
- 1975 : La nottata de Tonino Cervi : Piero
- 1975 : Vieni, vieni amore mio (it) de Vittorio Caprioli : Le pharmacien
- 1976 : Jeunes, désespérés, violents (Liberi armati pericolosi) de Romolo Guerrieri : Luigi Morandi
- 1977 : Disposta a tutto (it) de Giorgio Stegani
- 1977 : Brigade antiracket (Ritornano quelli della calibro 38) de Giuseppe Vari : Bruno
- 1982 : Une de trop (Una di troppo) de Pino Tosini